# Jibola Dabo
Jibola Dabo es un veterano actor nigeriano, ganador del premio al Mejor actor del año en el Festival de Cine de Zuma (ZUFF).

## Biografía
Dabo nació en el estado de Lagos, un área geográfica ocupada predominantemente por personas de habla yoruba. Recibió la mayor parte de su educación formal en Nigeria desde la primaria hasta la universidad. Se graduó de la Universidad de Lagos con una licenciatura en Bellas Artes y posteriormente siguió su educación en los Estados Unidos asistiendo a la Universidad Estatal de Columbia para obtener su Maestría en Medios de Comunicación.
La que puede describirse como la película más provocadora de Nollywood de 2009 y la más significativa de su carrera es Dirty Secrets, en la que trabajó junto a Tonto Dikeh y el ya fallecido  Muna Obiekwe.

## Filmografía seleccionada
- Bloody Carnival
- My Fantasy
- Alero's Symphony
- Broken Mirror
- My Game
- High Blood Pressure
- Changing Faces
- Kingdom of Darkness
- Break Away
- Game Changer
- Dirty Secrets (junto a Tonto Dikeh & Muna Obiekwe).
- Queen of the World